# ŠK Jugović Kać
ŠK Jugović Kać – serbski klub szachowy z siedzibą w Kaci.

## Historia
Klub został założony w 1948 roku jako ŠK Kać. W 1956 roku, po utworzeniu towarzystwa sportowego „Jugović”, został przez niego przejęty i przyjął jego nazwę.
W 2012 roku klub zadebiutował w Prvej lidze Srbije, zajmując wówczas szóste miejsce. W kolejnym sezonie Jugović zdobył wicemistrzostwo kraju, ulegając jedynie NŠK Novi Sad. Dwa lata później Jugović ponownie został wicemistrzem Serbii. W sezonie 2016 uzyskano trzecie miejsce w lidze, a w 2017 – ponownie drugie. W sezonie 2024 zespół zajął trzecią pozycję w Prvej lidze. Również w 2024 roku Jugović zadebiutował w Pucharze Europy. Serbski klub odniósł wówczas zwycięstwa nad Ennis Chess Club i SV Paul Keres 2, zremisował z HSK Lister Turm i De Stukkenjagers, a przegrał z ŠK Modra, Blackthorne i Wasa SK i w końcowej klasyfikacji zajął 50. miejsce.
Klub występował także w pierwszej lidze kobiet, zajmując trzecie miejsce w latach 2009, 2010 i 2013, a w sezonie 2014 zdobywając wicemistrzostwo kraju.

## Zawodnicy
Zawodnikami klubu byli m.in.:

- Karina Ambarcumowa[13]
- Suat Atalık[14]
- Pier Luigi Basso[15]
- Sabino Brunello[16]
- Natalija Buksa[17]
- Branko Damljanović[18]
- Anton Diemczenko[15]
- Siniša Dražić[14]
- Jovana Erić[19]
- Tícia Gara[20]
- Ivan Ivanišević[21]
- Alina Kaszlinska[22]
- Temur Kuybokarov[18]
- Borko Lajthajm[23]
- Suzana Maksimović[22]
- Marija Manakova[24]
- Alisa Marić[24]
- Miroslav Marković[15]
- Ņikita Meškovs[14]
- Marija Muzyczuk[24]
- Nikola Nestorović[25]
- Hans Niemann[26]
- Michaił Nikitienko[16]
- Predrag Nikolić[23]
- Jewgienija Owod[27]
- Miša Pap[28]
- Dragan Paunović[25]
- Miloš Perunović[21]
- Marija Petrović[19]
- Anna Rudolf[29]
- Mihaela Sandu[30]
- Mihajlo Stojanović[28]
- Klementy Syczow[18]
- Laura Unuk[31]